# Ciabatta
Ciabatta (traducere cuvânt cu cuvânt, papuc de covor datorită formei pe care o are), este o pâine albă italiană făcută din făină de grâu și drojdie. Pâinea are o formă alungită, lată și plată precum un papuc, ar trebui să fie mai lăsată în mijloc. Încă de la sfârșitul anilor 1990 a devenit populară în Europa și Statele Unite, și este foarte mult folosită ca pâine de sandwich.
Nu este limpede unde exact în Italia a fost produsă pentru prima dată acest fel de pâine, însă măcar un sortiment de ciabatta poate fi găsit în fiecare regiune din Italia. Ciabatta produsă în zona ce înconjoară Lacul Como are o coajă crocantă, o textură poroasă și destul de moale și catifelată la atingere. Ciabatta ce se găsește în Toscana, Umbria și Marche variază de la o pâine cu coajă fermă și miez dens la o pâine cu coaja mai crocantă și textură mai deschisă. Varianta cu miez aerat și pufos, care poate fi întâlnită mai ales în Statele Unite, este făcută dintr-un aluat subțire ce de foarte multe ori necesită să fie procesată în mașini de frământat (malaxoare) și de o maia specială.
Sunt multe variante de ciabatta. Când este realizată numai din făină de grâu, aceasta este cunoscută sub numele de ciabatta integrale. În Roma, este adesea asezonată cu ulei de măsline, sare și oregano. Dacă aluatului i se adaugă lapte, atunci devine ciabatta latte.
Un sandwich făcut din ciabatta este cunoscut ca panino (plural panini).